# Evangelista Torricelli
Evangelista Torricelli [evandželísta toričéli], italijanski fizik in matematik, * 15. oktober 1608, Faenza pri Raveni, Italija, † 25. oktober 1647, Firence.

## Življenje in delo
Torricelli je zgodaj izgubil očeta in se je izobraževal s pomočjo strica, kamaldulijskega meniha. Stric je mladega Torricellija leta 1624 vpisal v jezuitski kolegij, kjer je do leta 1626 študiral matematiko in filozofijo. Nato je leta 1627 odšel v Rim, kjer je pri benediktincu Castelliju, profesorju matematike na Univerzi Sapienza in Galilejevemu učencu, študiral znanost.
Po objavi dela Trattato del moto dei gravi (1641), ga je Galilei povabil, da z njim sodeluje in nadaljuje njegova raziskovanja. Po Galilejevi smrti (1642) je prevzel dolžnost matematika firentinskega Velikega vojvode. Bil je profesor matematike na Univerzi v Firencah. 
Pomembno je njegovo odkritje manometra (barometra) na živo srebro (1643 ali po drugih virih 1644), s katerim je ovrgel predsodek o horror vacui. Dvig živosrebrnega stolpca je pojasnil z delovanjem tlaka in ne s težnjo narave, naj nastali vakuum odstrani. Tako je prvi dosegel vakuum v zaprti cevi nad površino živega srebra. Na Galilejev predlog se je lotil vakumskih črpalk, kar mu je pozneje prineslo veliko slavo. Črpalno moč črpalk so tedaj pripisovali »strahu narave pred praznino«. Vendar je Torricelli vodo z blatom lahko dvignil le približno 10 m visoko. Ko je s poskusom ugotovil, da tehta z zrakom napolnjena posoda več kot prazna, je pravilno sklepal, da zrak s svojo težo pritiska na vodo, in jo potiska po blatu navzgor. Na osnovi teh izkušenj je izvedel znameniti preskus, s katerim je izmeril zračni tlak. Tlak, ki ustreza hidrostatičnemu tlaku 1 mm visokega stolpca živega srebra, so Torricelliju na čast poimenovali 1 tor. Od leta 1980 po mednarodnem dogovoru te enote ni več dovoljeno uporabljati.
Določil je hitrost iztekanja vode iz posode. Izboljšal je metodo »nedeljivih«, za reševanje problema tangente je uporabljal kinematične prispodobe, rešil je kvadraturo parabole za katerokoli vrednost eksponentov, izvedel je kvadraturo cikloide, določil je dolžino loka, logaritemske spirale itd. Okoli leta 1645 je v pismu opisal strofoido. Veliko število njegovih del je objavljeno šele leta 1919, ko so izšla njegova zbrana dela.